# Concriers
Concriers település Franciaországban, Loir-et-Cher megyében. Lakosainak száma 188 fő (2022. január 1.). Concriers Josnes, Lorges, Roches, Séris és Talcy községekkel határos.

## Népesség
A település népességének változása:
| Lakosok száma | 161  | 128  | 138  | 156  | 161  | 167  | 176  | 184  | 188  | 188  |
|               | 1968 | 1982 | 1990 | 2006 | 2013 | 2015 | 2017 | 2019 | 2020 | 2022 |